# Маргецани
Маргецани (слч. Margecany) насељено је мјесто са административним статусом сеоске општине (слч. obec) у округу Гелњица, у Кошичком крају, Словачка Република.

## Становништво
| Година:    | 1994. | 2004.   | 2014.   | 2024.   |
| ---------- | ----- | ------- | ------- | ------- |
| Број људи: | 2063  | 2020    | 1940    | 1833    |
| Разлика:   |       | -2,08 % | -3,96 % | -5,51 % |

| Година:    | 2023. | 2024.   |
| ---------- | ----- | ------- |
| Број људи: | 1850  | 1833    |
| Разлика:   |       | -0,91 % |

Према подацима о броју становника из 2011. године насеље је имало 1.963 становника.